# Priboy Rocks
Die Priboy Rocks (englisch; bulgarisch скали Прибой skali Priboj) sind eine Gruppe von Klippen vor der Ostküste von Robert Island im Archipel der Südlichen Shetlandinseln. Sie verteilen sich 1,45 km südsüdwestlich des Salient Rock und 0,85 km nördlich des Perelik Point in ost-westlicher Ausdehnung über eine Länge von 1,65 km und eine Breite von 1,2 km.
Britische Wissenschaftler kartierten sie 1968, bulgarische 2009. Die bulgarische Kommission für Antarktische Geographische Namen benannte sie 2010 nach der Ortschaft Priboj im Westen Bulgariens.